# Козьмогородское сельское поселение
Козьмогоро́дское се́льское поселе́ние или муниципальное образование «Козьмогородское» — упразднённое муниципальное образование со статусом сельского поселения в Мезенском муниципальном районе Архангельской области.
Соответствовало административно-территориальной единице в Мезенском районе — Козьмогородскому сельсовету
Административный центр — деревня Козьмогородское.
Законом Архангельской области от 26 апреля 2021 года № 411-25-ОЗ, с 1 июня 2021 года сельские поселения Жердское сельское поселение и Козьмогородское сельское поселение объединены в Зареченское сельское поселение с административным центром в деревне Козьмогородское.

## География
Козьмогородское сельское поселение находится в центре Мезенского муниципального района, на обоих берегах Мезени. На севере граничит с Дорогорским сельским поселением и Жердским сельским поселением, на юге — с Целегорским сельским поселением. На территории поселения выделяется приток Мезени, река Кильце.

## История
Муниципальное образование было образовано в 2006 году.

## Население
| 2010 | 2011 | 2012 | 2013 | 2014 | 2015 |
| ---- | ---- | ---- | ---- | ---- | ---- |
| 245  | →245 | ↘237 | →237 | ↘226 | ↘216 |
| 2016 | 2017 | 2018 | 2019 | 2020 | 2021 |
| ↘201 | ↘193 | ↘168 | ↘164 | ↘157 | ↘142 |

## Состав сельского поселения
В состав сельского поселения входят населённые пункты (деревни):
- Березник
- Кильца (Кильце)
- Козьмогородское
- Печище
- Погорелец

## Радио
- 67,10 Радио России / Радио Поморье (Молчит)
- 102,5 Радио России / Радио Поморье

### Карты
- [mapq38.narod.ru/map1/index091.html Топографическая карта Q-38-91,92. Погорелец]
- [mapq38.narod.ru/map1/index089.html Топографическая карта Q-38-89,90. Дорогорская]